# نیلس رترستول
نیلس آدولف رترستوُل (به انگلیسی: Nils Adolf Retterstøl) زاده ۳ اکتبر ۱۹۲۴ و در گذشته به تاریخ ۹ فوریه ۲۰۰۸ در سن ۸۳ سالگی، یک روانپزشک نروژی بود.
نیلس رترستوُل، بیشتر به خاطر مطالعاتش در مورد رفتارهای خودکشی و اختلالات روانی شناخته شده‌است. از وی تعدادی کتاب‌های علمی به زبان مردمی منتشر شده‌است.

## پیشینه
نیلس رترستوُل، پس از تحصیل در رشته پزشکی در دانشگاه اسلو، در سال ۱۹۵۰ میلادی فارغ‌التحصیل شد. وی سپس بعد از ادامه تحصیل در دانشگاه برگن، و بیمارستان‌های وابسته، در سال ۱۹۶۶ در رشته روانپزشکی، تخصص یافت.
نیلس رترستوُل، در سال ۱۹۶۶ به استادی در رشته روانپزشکی در دانشگاه برگن منصوب شد. بین سالهای ۱۹۶۸ تا ۱۹۷۳ وی ریاست بیمارستان وابسته به دانشگاه اسلو را بر عهده داشت.
نیلس رترستوُل، بیشتر به خاطر مطالعاتش در مورد رفتارهای خودکشی و اختلالات روانی شناخته شده‌است. از وی در مجموع ۵۰ کتاب علمی به زبان مردمی منتشر شده‌است. وی در سال ۱۹۸۴ به دریافت نشان سنت اولاف مفتخر شد.